# NGC 562
NGC 562 (również PGC 5502 lub UGC 1049) – galaktyka spiralna (Sc), znajdująca się w gwiazdozbiorze Andromedy. Odkrył ją Lewis A. Swift 30 listopada 1885 roku.